# Ottavio Acquaviva d’Aragona (1609–1674)
Ottavio Acquaviva d’Aragona (ur. 23 września 1609 w Neapolu, zm. 26 września 1674 w Rzymie) – włoski kardynał.

## Życiorys
Urodził się 23 września 1609 roku w Neapolu, jako syn Giosii Acquavivy i Margherity Ruffo. W młodości udał się do Rzymu, gdzie pełnił wiele funkcji, m.in. referendarza Najwyższego Trybunału Sygnatury Apostolskiej, szambelana papieskiego oraz gubernatora Orvieto, Ankony i Viterbo. 2 marca 1654 roku został kreowany kardynałem prezbiterem i otrzymał kościół tytularny San Bartolomeo all’Isola. W okresie 1654–1657 był legatem w Romanii, a w latach 1669–1671 – kamerlingiem Kolegium Kardynałów. Zmarł 26 września 1674 roku w Rzymie.